# Le Roman de Werther
Le Roman de Werther is een Franse dramafilm uit 1938 onder regie van Max Ophüls. Het scenario is gebaseerd op de roman Die Leiden des jungen Werthers (1774) van de Duitse auteur Johann Wolfgang von Goethe.

## Verhaal
Werther is verliefd op Charlotte. Zij is echter getrouwd met Albert Hochstätter. Uiteindelijk eindigt de ongelukkige liefde met de zelfmoord van Werther.

## Rolverdeling
- Pierre Richard-Willm: Werther
- Annie Vernay: Charlotte
- Jean Galland: Albert Hochstätter
- Jean Périer: President
- Henri Guisol: Scherz
- Roger Legris: Franz